# Третье главное управление при Совете министров СССР
Третье главное управление при Совете министров СССР — орган власти СССР, который решал проблемы создания ракетной противовоздушной обороны.
Прикладной задачей ТГУ стало формирование кольца ПВО вокруг Москвы на базе ЗРС С-25.
В 1953 году на базе первого и третьего главных управлений создано министерство среднего машиностроения СССР.

## История

### Совет по радиолокации
Прообразом ТГУ стал Совет по радиолокации при ГКО сформированный в соответствии с Постановлением ГКО от 4 июля 1943 года № 3686сс «О радиолокации».
Его инициаторами стали военный инженер М. М. Лобанов и учёный А. И. Берг.
В него вошли: председатель Г. М. Маленков, адмирал С. Н. Архипов, учёный А. И. Берг, маршал авиации А. Е. Голованов, вице-президент Академии артиллерийских наук, командующий силами ПВО А. Ф. Горохов, генерал ВВС и сторонник развития радиолокаторов С. А. Данилин, нарком радиоэлектронной промышленности И. Г. Кабанов, конструктор судовой техники В. Д. Калмыков, теоретик радиолокации Ю. Б. Кобзарев, разработчик систем ПВО Д. С. Стогов, руководитель судостроительной промышленности В. П. Терентьев, военный разработчик систем ПВО Г. А. Угер, нарком авиационной промышленности А. И. Шахурин, специалист по радиолокации профессор А. Н. Щукин.
Для обеспечения научной работы проекта был создан Всесоюзный научно-исследовательский институт радиолокации.
Его директором стал А. И. Берг, а главным инженером — А. М. Кугушев.
Серьёзный вклад в работу совета внёс И. С. Джигит, который был назначен в управление и фактически стал заместителем А. И. Берга.

### Комитет № 3 и ТГУ
В июне 1947 года Совет по радиолокации был преобразован в Комитет по радиолокации при Совете министров СССР (другое название — Спецкомитет № 3).
Г. М. Маленкова на посту руководителя сменил председатель Госплана СССР М. З. Сабуров.
К августу 1949 года комитет по радиолокации решил задачу по созданию радиолокационной отрасли промышленности и был расформирован.
Дальнейшее развитие радиолокационной техники проводили Военное министерство и министерства оборонных отраслей промышленности.
При использовании материально-технической базы комитета по инициативе Л. П. Берии было создано Третье главное управление.
Его главной задачей стало создание системы защиты Москвы от ракетного удара.
Управление было создано в 1950 году, его руководителем стал В. М. Рябиков, его заместителями стали специалист по судовой радиолокации В. Д. Калмыков, артиллерист-ракетчик С. И. Ветошкин, и специалист по радиолокации профессор А. Н. Щукин.
Членами коллегии ТГУ стали П. И. Калинушкин, он же начальник планово-производственного отдела, и А. А. Степанов, он же начальник отдела снабжения и кооперированных поставок.
26 июня 1953 года на базе Первого и Третьего Главных управлений при СМ СССР, подчиняющихся Специальному комитету при СМ СССР, образовано Министерство среднего машиностроения.